# Мечетна (балка)
Мечетна (рос. Б. Мечетная) — балка (річка) в Україні, у Вільнянському районі Запорізької області. Права притока Мокрої Московки (басейн Дніпра).

## Опис
Довжина балки приблизно 4,45 км, найкоротша відстань між витоком і гирлом — 5,33 км, коефіцієнт звивистості річки — 1,21. Формується декількома балками та загатами. На деяких ділянках балка пересихає.

## Розташування
Бере початок у селі Новомихайлівське. Тече переважно на південний захід через село Веселівське і на південно-західній стороні від села Микільське впадає в річку Мокру Московку, ліву притоку Дніпра.

## Цікаві факти
- На північній стороні від витоку балки розташований автошлях М15[2] (автомобільний шлях міжнародного значення на території України, Одеса — Рені — кордон із Румунією).
- У XIX столітті на балці існував 1 вітряний млин у колишньому селі Мечетна[1].